# 康智英
康 智英（カン・ジヨン、朝鮮語: 강지영、1956年 - ）は、朝鮮民主主義人民共和国の政治家。最高人民会議常任委員会委員、朝鮮宗教人協議会会長、朝鮮赤十字会中央委員会委員長、朝鮮カトリック協会中央委員会委員長。祖国統一汎民族連合北側議長、祖国平和統一委員会書記局長などを歴任。

## 経歴
1956年生まれ。出生地は不明。金策工業総合大学在学中の1988年に南北学生会談北側準備委員会副委員長に就任し、南側の林秀卿全国大学生代表者協議会代表に同行したことで知られる。朝鮮宗教人協議会常務委員を経て、2002年に朝鮮カトリック協会中央委員会中央委員会副委員長に、2004年には6.15共同宣言実践のための南・北・海外共同行事北側準備委員会委員に就いた。2009年には海外同胞事業局局長に就任し、2012年まで務めた。2010年には祖国統一汎民族連合北側議長、2011年には祖国平和統一委員会書記局長に就任し、これも2012年に解任された。2013年に開催予定だった南北当局間会談で北朝鮮代表と提示されたが、デイリーNKによれば韓国側の統一部次官と朝鮮労働党の外郭団体である祖国平和統一委員会の書記局長では格が違うという。
2014年に最高人民会議第13期代議員に選出され、2015年には朝鮮宗教人協議会会長、朝鮮カトリック協会中央委員会委員長に選出された。同年11月9日に金剛山観光地区で南北の宗教関係者が開催した南北宗教人平和大会に参加した。2016年には朝鮮半島の平和と自主統一のための北、南、海外の諸政党、団体、個別人士の連席会議北側準備委員会副委員長に就任した。2016年には朝鮮赤十字会中央委員会委員長に就任した。2018年に金英哲朝鮮労働党統一戦線部部長がマイク・ポンペオアメリカ合衆国国務長官と会談するため訪米した際に同行した。2019年2月には金剛山観光地区で南北の代表団と「日の出」を見るなどの民間交流に参加した。同年4月11日に開催された最高人民会議第14期第1回会議で最高人民会議常任委員会委員に選出された。同年8月にドイツで開催された世界宗教者平和会議に参加した。

## 参考サイト
- 북한정보포털

| 先代張在彦 | 朝鮮宗教人協議会会長2015年 - | 次代現職 |

| 先代張在彦 | 朝鮮カトリック協会中央委員会委員長2015年 - | 次代現職 |